# ルーカ・マリアヌッチ
ルーカ・マリアヌッチ（Luca Marianucci, 2004年7月23日 - ）は、イタリア・リヴォルノ出身のサッカー選手。SSCナポリ所属。ポジションはディフェンダー。

## 経歴
2004年7月23日、イタリア・トスカーナ州のリヴォルノに生まれ、エンポリFCの下部組織で育った。
2023年9月1日、セリエCのプロ・セスト1913に期限付き移籍で加入した。レギュラーの座をつかみリーグ戦32試合に出場したが、クラブは19位でセリエDへの降格となった。
2024-25シーズンはエンポリに戻り、2024年8月10日に行われたコッパ・イタリアのUSカタンザーロ1929戦で先発出場しエンポリのトップチームにデビュー。11月4日の第11節コモ1907との試合で交代出場からセリエAにもデビューを果たした。
2025年6月13日、SSCナポリに7月1日から加入することが発表された。